# Сешнс, Уильям
Уильям Стил Сешнс (англ. William Steele Sessions, (27 мая 1930, Форт-Смит, Арканзас, США — 12 июня 2020, Сан-Антонио, Техас, США) — американский государственный деятель, глава ФБР в 1987—1993 годах.

## Биография
Родился в семье священника. Окончил Северо-восточную среднюю школу в Канзас-Сити (штат Миссури) в 1948. В 1951 поступил на службу в ВВС США, в 1952 произведён в офицеры, в октябре 1952 — октябре 1955 служил в офицерской должности  в качестве инструктора по радиолокации, вышел в отставку в звании капитана. Получил диплом сначала бакалавра искусств (в 1956), затем бакалавра права (в 1958) Бэйлорского университета. Активно участвовал в скаутском движении.
С 1958 работал адвокатом (стал совладельцем) в фирме «Haley, Fulbright, Winniford, Sessions, and Bice» в Уэйко (Техас). В 1969—1971 начальник сектора правительственных операций криминального отдела Министерства юстиции США, заместитель помощника министра юстиции. В 1971—1974 федеральный прокурор Западного округа Техаса. В 1974—1980 окружной судья Западного округа Техаса, в 1980—1987 – главный окружной судья штата Техас. В 1980—1984 годах член правления Федерального судебного центра.
Председательствуя на суде над убийцами судьи Джона Вуда (первое убийство федерального судьи США в XX-м веке), долгое время находился под охраной, чтобы избежать мести со стороны сообщников преступников.
2 ноября 1987 утверждён на посту директора Федерального бюро расследований США. На этом посту много занимался улучшением имиджа ФБР в Конгрессе и боролся за повышение зарплат агентов ФБР, которые отставали от зарплат в других правоохранительных органах. Плохо сработался с генеральными прокурорами США Диком Торнбергом и Уильямом Барром, одновременно получал поддержку со стороны либерального крыла демократов в Конгрессе.
В период его руководства в ФБР появилось больше женщин и национальных меньшинств. При нём сильно развились Лаборатория по использованию ДНК и принята автоматизированная система снятия отпечатков пальцев в масштабах всей страны («Интегрированная автоматизированная система идентификации отпечатков пальцев» (IAFIS)), сократившая время проверки отпечатков до нескольких часов.
При нём произошли инцидент с применением огнестрельного оружия в северном Айдахо и осада принадлежавшего членам религиозной секты «Ветвь Давидова» ранчо около г. Уэйко (Техас), вызвавшие большой резонанс в обществе.
В январе 1993 против него были выдвинуты обвинения в нарушениях этических норм. Доклад бывшего генерального прокурора У. Барра, представленный министерству юстиции, включал в себя критику того, что У. Сешнс несколько раз использовал служебный самолет, чтобы навестить свою дочь, и в его доме была установлена система безопасности за государственный счёт. Новый генеральный прокурор, назначенный Б. Клинтоном, Джэнет Рино заявила, что у Сешнса были «серьёзные недостатки в суждениях».
Не признав обвинений, 19 июля 1993 добровольно подал в отставку.
После отставки вернулся к частной адвокатской практике. Работал в совете директоров Федеральной ассоциации адвокатов Сан-Антонио (Техас), Американского судебного общества, ассоциации адвокатов Сан-Антонио, Ассоциации адвокатов округа Уэйко-Макленнан и окружной ассоциации судей пятого округа. Был также представителем Северной и Южной Америки в исполкоме Интерпола. Член совета директоров Zenith National Insurance (Вудленд-Хиллз, Калифорния), страховой компании общей стоимостью 1,3 миллиарда долларов.
В 2008 высказывался против приведения в исполнение смертного приговора по делу Троя Дэвиса, поскольку у него были серьёзные сомнения в виновности осуждённого.
Был американским адвокатом Семёна Могилевича, считавшегося «боссом боссов» «русско-украинской мафии» и члена списка десяти самых разыскиваемых ФБР преступников.
Был женат на своей однокласснице (с 1952 года), в 2018 подавал на развод, однако его заявление было отклонено судом. Супруга умерла в 2019.